# Allium regelianum
Allium regelianum är en amaryllisväxtart som beskrevs av A.K.Becker. Allium regelianum ingår i släktet lökar, och familjen amaryllisväxter. IUCN kategoriserar arten globalt som otillräckligt studerad. Inga underarter finns listade i Catalogue of Life.